# پیر کوری
پیر کوری (فرانسوی: Pierre Curie‎؛ ۱۵ مه ۱۸۵۹ – ۱۹ آوریل ۱۹۰۶) فیزیک‌دان فرانسوی و از پیش‌گامان بلورشناسی، مغناطیس و رادیو اکتیویته بود. نوبل فیزیک در سال ۱۹۰۳ به او و همسرش ماری کوری، به پاس تحقیقات ارزنده در رادیواکتیویته، و به آنری بکرل، برای کشف آن، رسید.
پیر کوری و همسرش ماری کوری، مدت‌ها دربارهٔ خواص فیزیکی عناصر جدید تحقیق می‌کردند. آنها روشی دشوار و طاقت‌فرسا برای جداکردن رادیوم از راه تبلور مجدد در پیش گرفته‌بودند. در سال ۱۹۰۲، آنها سرانجام از یک تُن سنگ معدن اورانینیت به حدود ۰/۱ گرم کلرید رادیوم رسیدند. در سال ۱۹۱۰، ماری کوری، به رادیوم خالص فلزی رسید و در سال ۱۹۱۱ برای آن نوبل شیمی گرفت.
پیر کوری ۱۹ آوریل ۱۹۰۶ در ۴۷ سالگی بر اثر برخورد با درشکه درگذشت.